# Quay (ẩm thực)

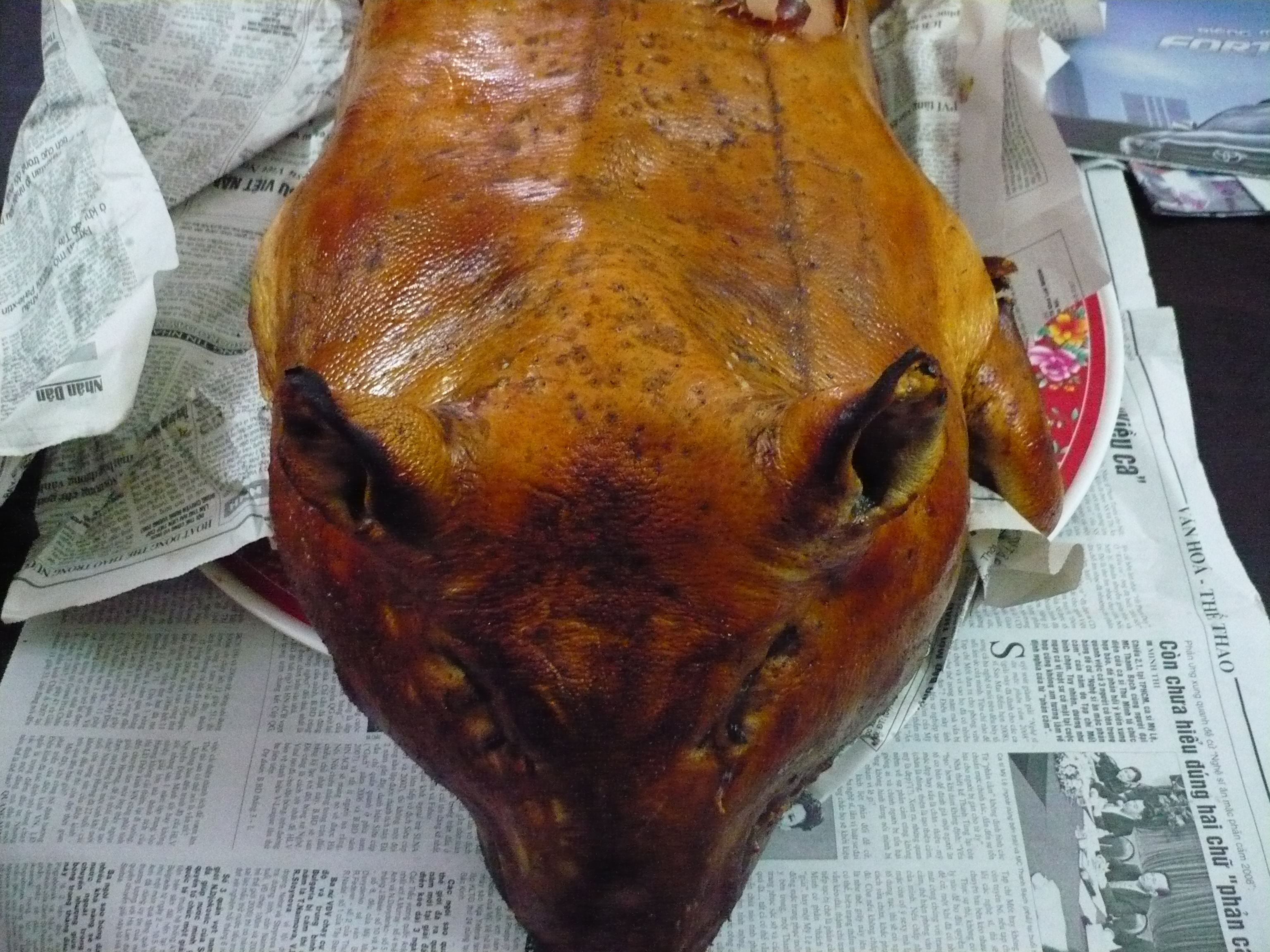
Heo quay, món đặc trưng của phương pháp quay

Quay là phương pháp làm chín thực phẩm (chủ yếu là các loại thịt nhưng cũng có thể là các thực phẩm thuần chay) bằng các tia nhiệt, hơi nóng từ lò phát ra, hoặc từ các dụng cụ, vật liệu tỏa nhiệt (bếp, đống lửa...). Những tia nhiệt hay hơi nóng này tác dụng trực tiếp hay gián tiếp vào thực phẩm làm cho thực phẩm chín dần. Điểm đặc trưng của món này là nguyên liệu được chuyển động và tiếp xúc đều với nguồn nhiệt.

## Nguyên liệu
Nguyên liệu dùng để quay là thịt gia súc (thông dụng nhất là thịt heo) hay thịt gia cầm (gà, vịt, chim..). Tuỳ theo từng loại cách quay mà để ra cả con, cả đùi hay pha thành khối để quay. Sau khi quay chín mới cắt thái bầy đĩa. Gia vị chung là muối hạt tiêu và hành tỏi khô. Có món còn dùng ngũ vị hương và những thứ khác tạo màu đường thắng khi quay như mật ong, mạch nha...

## Phương pháp
Có nhiều cách quay khác nhau tùy theo yêu cầu của món ăn và tính chất của thực phẩm như quay xiên, quay bỏ lò, quay nồi gang, quay chảo, quay giội. Tuy cách quay khác nhau nhưng kết quả của thành phẩm về cơ bản giống nhau về mùi vị và màu sắc.
Món quay đòi hỏi nguyên liệu thuộc loại tốt, kỹ thuật chế biến cao để tạo ra mùi vị đặc biệt, thường chỉ có ở trong các bữa tiệc, liên hoan, chiêu đãi mà ít phổ biến trong các bữa ăn hằng ngày vì sự công phu của bó.
Đặc điểm nổi bật của món ăn được chế biến bằng phương pháp quay là không có thực phẩm phối hợp, nhưng lại có món ăn để kèm như rau muối chua hay trộn chua và nước chấm....
Một số cách quay thông dụng:

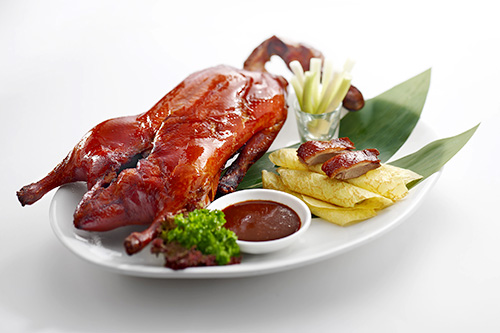
Vịt quay Bắc Kinh

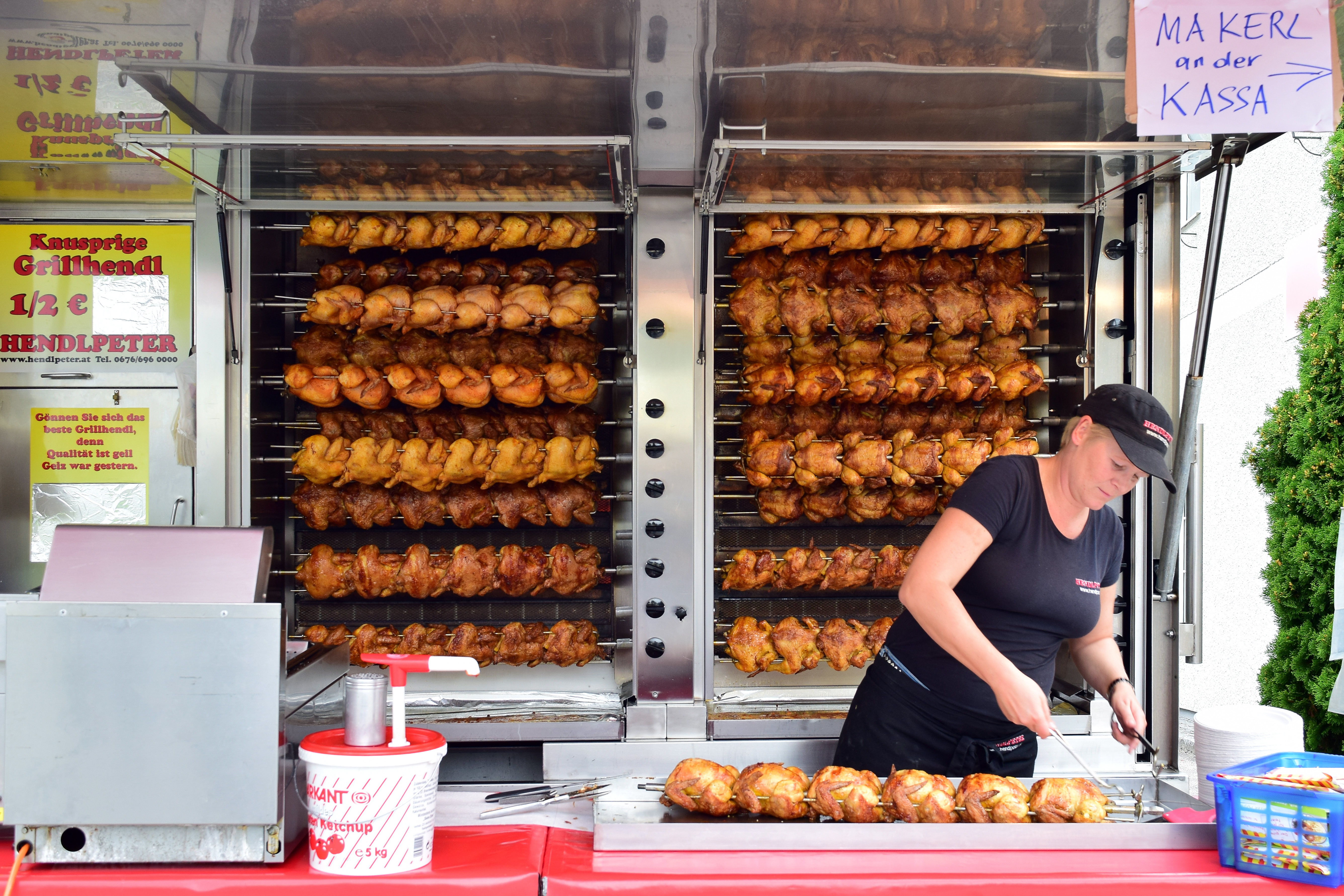
Gà quay công nghiệp

- Quay xiên: là cách quay bằng phương pháp dùng một thanh nhọn xuyên qua vật liệu và xoay đều nguyên liệu trước các tia nhiệt, hơi nóng. Với phương pháp này thì thịt có mùi vị thơm ngon đặc biệt, vì được ảnh hưởng hun khói (fumaison).
- Quay bỏ lò: là cách quay kín (bỏ vào lò) để tác dụng của nhiệt làm chín vật liệu, với phương pháp này, thịt có màu vàng đều do tác dụng nhiệt bức xạ.
- Quay nồi gang: là phương pháp quay bằng nồi gang (quay kín), kết quả thịt mềm hơn, vì có hơi nước tích tụ khi đậy vung nồi.
- Quay chảo: có khẩu vị tương tự như quay nồi gang, nhưng thịt không chín mềm như quay nồi gang, vì thời gian quay nhanh hơn và không tận dụng được hơi nước tích tụ.
- Quay giội: là hình thức giống quay xiên nhưng có kết hợp việc quay và xối, bôi, quyét các gia vị vào vật liệu. Kết quả: ngoài bì giòn hơn các cách quay khác, vì có gia vị xúc tác tạo giòn. Hầu hết quay giội đều qua hai công đoạn làm chín là: chần (hay luộc) rồi mới giội mỡ để quay.

Trong chế biến món quay, có hai yếu tố quan trọng:
- Ướp gia vị trước lúc quay.[3]
- Điều chỉnh độ nhiệt thích hợp trong khi quay, nhất là quay xiên.

Hai yếu tố này quyết định chất lượng của món quay. Ngoài ra, các món ngỗng, vịt quay bán trên thị trường còn có cách quay riêng.

## Yêu cầu
Tuy có nhiều cách quay khác nhau, nhưng kết quả thành phẩm phải đạt được một số yêu cầu như
- Màu vàng óng: do sự tạo thành mê-la-nô-ít hay gia vị xúc tác tạo nên màu sắc này.
- Dậy mùi: thơm béo ngậy của chất béo và gia vị thơm. Vị vừa ăn, nhưng vẫn cần nước chấm.
- Chín mềm hay chín kỹ tuỳ thuộc vào cách quay.
- Những món sau khi quay có nước sốt, lượng sốt chỉ còn ít, nổi váng béo (100 cc/kg thịt) và phải mượt hơn sánh của chất keo đông (gélatine).

## Một số món quay thông dụng
- Heo quay
- Vịt quay và Vịt quay Bắc Kinh
- Gà quay
- Ở Việt Nam, tại vùng Lạng Sơn các món quay, nổi tiếng với lợn quay và vịt quay - hai món không thể thiếu trong các mâm cỗ hay tiệc cưới của người Tày, người Nùng.
  - Thịt lợn quay Lạng Sơn có nguồn gốc từ Trung Quốc. Điểm làm nên sự khác biệt của thịt lợn quay nơi đây chính là hương vị độc đáo của lá mác mật được dùng làm hương liệu tẩm ướp. Lợn nạc từ 25–35 kg, sau khi làm sạch và mổ xong không rửa nước chỉ lau bằng giấy bản. Làm vậy để khi quay thịt không bị bở hay nhão mà giòn và chắc. Lợn để nguyên con quay trên than củi hồng tầm 2-3 tiếng. Món ăn tỏa ra mùi thơm ngào ngạt của mác mật, béo ngậy của thịt. Miếng thịt lợn quay Lạng Sơn ngọt, thịt vừa chín tới, bì vàng rộm, giòn tan, chấm với nước sốt lấy từ trong bụng lợn thoảng mùi mác mật.
  - Thịt vịt quay cũng là món ăn chế biến công phu và có hương vị riêng của xứ Lạng, muốn làm thịt vịt quay ngon phải chọn giống vịt bầu Thất Khê, mỡ ít, xương nhỏ, thịt dày. Vịt chín tới tỏa mùi thơm ngậy của thịt vịt và lá mác mật, da vịt căng bóng, có màu vàng sẫm của mật ong. Miếng thịt vịt chặt ra nóng sốt bốc khói, vừa mềm vừa béo, chấm với nước lủ có đủ vị ngọt, chua, mặn, cay, thơm. Điểm làm nên sự khác biệt của vịt quay Lạng Sơn chính là ở thứ nước lủ này đây, không phải là chấm mắm hay xì dầu mà phải chính là nước lủ với bí quyết pha chế riêng.
  - Thịt lợn quay (thịt ba chỉ quay) với húng lìu cũng là một món ăn với cơm đặc trưng của miền Bắc Việt Nam.